# Reggenza di Pesisir Barat
La reggenza di Pesisir Barat o reggenza di Pesisir Occidentale (in indonesiano: Kabupaten Pesisir Barat) è una reggenza dell'Indonesia, situata nella provincia di Lampung.